# Мюльпфад
Мюльпфад (нем. Mühlpfad) — община в Германии, в земле Рейнланд-Пфальц. 
Входит в состав района Рейн-Хунсрюк. Подчиняется управлению Эммельсхаузен.  Население составляет 68 человек (на 31 декабря 2010 года). Занимает площадь 1,39 км².